# Whitelaw Reid

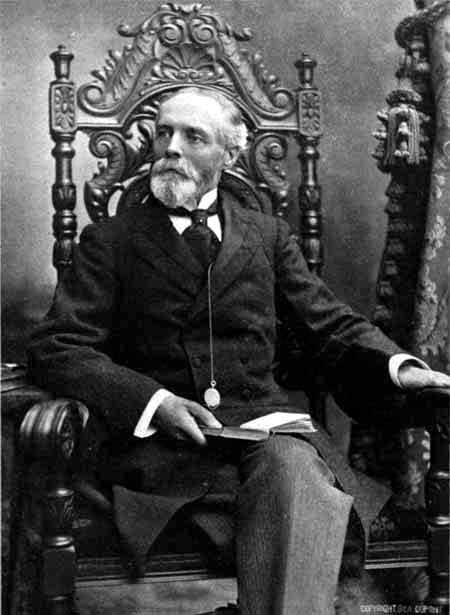
Whitelaw Reid

Whitelaw Reid (* 27. Oktober 1837 in Cedarville, Ohio; † 15. Dezember 1912 in London) war ein US-amerikanischer Politiker, Diplomat und Journalist.

## Werdegang
Whitelaw Reid, der auf einer Farm im Greene County geboren wurde, besuchte zunächst eine Privatschule in Xenia, und danach die Miami University, eine staatliche Universität in Oxford, Ohio, an der 1856 graduierte. Er arbeitete zunächst als Lehrer, um seinem Vater das Schulgeld zurückzuzahlen. Dann schrieb er für die Cincinnati Gazette über den Bürgerkrieg, was die Aufmerksamkeit des Verlegers Horace Greeley erregte. Dieser bot Reid 1868 eine Stelle als managing editor bei seiner New York Tribune.
Reid schloss Freundschaft mit Greeley, dem Herausgeber der New York Tribune. Beide gehörten ursprünglich den Republikanern an, wechselten dann aber zu Beginn der 1870er-Jahre zur Liberal Republican Party, einer Republikaner-Abspaltung. Nach Greeleys Niederlage bei der Präsidentschaftswahl 1872 löste sich die Bewegung der Liberalrepublikaner auf; Reid kehrte zu den Republikanern zurück.
Greeley starb noch im Jahr 1872. Unter Whitelaw Reids Kontrolle wurde die Tribune eine der landesweit führenden republikanischen Tageszeitungen. Reids Sohn, Ogden, trat die Nachfolge an und es gelang ihm, die New York Herald im Jahre 1924 zu kaufen. Nach der Zusammenlegung der beiden Zeitungen bildeten sie die New York Herald Tribune.
In der Folge schlug er eine Karriere als Diplomat ein; unter anderem hatte er von 1889 bis 1892 den Posten des US-Botschafters in Frankreich inne. Nach seiner Heimkehr wurde er als Kandidat für das Amt des US-Vizepräsidenten an der Seite von Präsident Benjamin Harrison nominiert. Er sollte die Nachfolge von Levi P. Morton antreten. Bei der Präsidentschaftswahl 1892 unterlag Harrison jedoch seinem demokratischen Vorgänger Grover Cleveland; neuer Vizepräsident wurde Adlai Ewing Stevenson.
Reid trat wieder in den diplomatischen Dienst ein. Von 1905 bis 1912 war er Botschafter der Vereinigten Staaten im Vereinigten Königreich. Zudem gehörte er der Friedenskommission an, die nach dem Ende des Spanisch-Amerikanischen Krieges einberufen wurde.
Er starb während seiner Amtszeit in London. Sein Leichnam wurde in die Vereinigten Staaten überführt und in Sleepy Hollow beigesetzt. Zu seinen Ehren wurde ein Studentenwohnheim auf dem Campus der Miami University als Reid Hall benannt. Das Gebäude wurde 2006 abgerissen, um einem neuen Unterrichtsgebäude Platz zu machen.